# Falkenbach
Falkenbach is een folk-/vikingmetalband uit Düsseldorf, Duitsland. De teksten zijn vaak geschreven in het Engels, maar ook Oudnoordse, Oudduitse en Latijnse teksten komen op verschillende albums voor.

## Geschiedenis
Falkenbach is een eenmansproject van Vratyas Vakyas (betekenis: de zoekende reiziger, echte naam: Marcus Tuemmers). Over de echte naam en afkomst van Vakyas werd lange tijd zeer geheimzinnig gedaan. Vratyas Vakyas komt uit Duitsland, maar woonde gedurende een deel van zijn kindertijd in IJsland.
De eerste keer dat Falkenbach een demo opnam was al in 1989. Het kreeg de naam Havamal mee. Er stonden drie liedjes op en er zijn maar negen kopieën van gemaakt. Zoals de meeste demo's die Falkenbach maakte, was het alleen bedoeld voor vrienden van Vratyas Vakyas.
In 1991 besloot Vratyas Vakyas zich aan te sluiten bij de band Crimson Gates als gitarist. Na het magere aantal van twee optredens viel de band in 1994 uit elkaar. In dezelfde periode heeft Vakyas zelf nog twee demo's opgenomen onder de vlag van Falkenbach. Deze twee demo's zijn derhalve nooit uitgekomen en zelfs de namen zijn onbekend. Zij worden over het algemeen aangeduid met 'Demo I' en 'Demo II', alhoewel 'Havamal' feitelijk de eerste demo was.

## De eerste albums
1995 was het jaar waarin Falkenbach veel productiever werd. Er werden aan het begin van dit jaar maar liefst drie demo's opgenomen: Skinn Av Sverði Söl Valtiva, Laeknishendr en Asynja. In tegenstelling tot de eerste demo uit 1989, wat puur volksmuziek was, waren deze drie demo's duidelijk Black metal.
Iets later in 1995 werd voor het eerst begonnen met het eerste officiële debuutalbum, The Fireblade. Helaas stuitte Vratyas Vakyas op grote problemen bij de studio, wat uiteindelijk tot gevolg had dat de opnames van de cd helemaal werden stopgezet.
Aan het eind van 1995 was het dan toch zover; er werd begonnen met de opnames voor het echte debuutalbum. In maart 1996 kwam het debuut ...En Their Medh Riki Fara... op de markt. De reacties op dit debuut waren over het algemeen zeer positief.
In 1998 werd Magni Blandinn Ok Megintiri... uitgebracht. Dit tweede album kwam op de markt via het bekende Napalm Records.

## Stilte
Na het verschijnen van Magni Blandinn Ok Megintiri... bleef het bijna zes jaar lang stil rond Falkenbach. In deze zes jaar richtte Vratyas Vakyas zijn eigen platenlabel op met de naam Skaldic Art Productions. De gedachte achter dit label was om veelbelovende jonge bandjes te steunen. De band Falkenbach zelf is niet aangesloten bij dit label, omdat dit volgens Vakyas zou leiden tot een gebrek aan tijd en geld om de jonge bandjes echt goed te kunnen steunen.
Na deze stilte werd in 2003 eindelijk begonnen met de opnames voor het derde album. Ok Nefna Tysvar Ty... werd op de markt gebracht in november van dat jaar. Erg duidelijk was dat Falkenbachs geluid anders klonk dat in de jaren voor Ok Nefna Tysvar Ty... Waar de eerste albums duidelijk Black metal waren, kan dit album het best worden omschreven als een combinatie van Folkmetal, Epische metal en Vikingmetal. De heidense achtergrond van de band komt op dit album ook duidelijker uit de verf. Bijvoorbeeld in het liedje Donar's Oak worden in het refrein de verzen vier en vijf gebruikt uit de Grímnismál. De Grímnismál is een deel van de Edda en gaat over de liederen van Grímnir.
Nog een verandering ten opzichte van de eerdere cd's was dat Vratyas Vakyas niet alles meer alleen uitvoerde. Hij kreeg hulp van Boltthorn, Hagalaz en Tyrann, allen leden van de band Vindsval. Ze zouden ook meewerken met het album dat na Ok Nefna Tysvar Ty... zou worden uitgebracht.

## Het heden
In 2011 werd het nieuwe album Tiurida uitgebracht. Deze bevat ,op een nummer na, totaal nieuw werk, waarin
bij de meeste nummers de Folk invloeden meer naar boven komen dan op de meeste vorige albums. Het nummer dat niet
nieuw, maar wel aangepast en ge-remastered is, is Asaland van het album Leaknishendr uit 1995.

## Tribute
In 2006 kwam er een album op de markt met de naam Tribute - A Homage to Falkenbach. Deze cd werd twee keer uitgegeven, beide keren in een oplage van 500 stuks. De volledige tribute bevat zestien liedjes van verschillende bands, zoals Folkearth, Hildr Valkyrie, Hordak en Eluveitie.

## Huidige samenstelling
- Vratyas Vakyas - Alles
- Boltthorn - Drums (gast uit Vindsval)
- Hagalaz - Akoestische gitaar (gast uit Vindsval)
- Tyrann - Achtergrondzang (gast uit Vindsval)

## Discografie

### Demo's
- Havamal (1989)
- Demo 2 onbekend (periode 1991-1993)
- Demo 3 onbekend (periode 1991-1993)
- Promo '95 (1995)
- Laeknishendr (1995)
- ...Skinn af sveri sol valtiva... (1995)
- Asynja (1996)

### Albums
- The Fireblade (1995; niet uitgebracht)
- ...En Their Medh Riki Fara... (1996)
- ...Magni Blandinn Ok Megintiri... (1997)
- Ok Nefna Tysvar Ty (2003)
- Heralding - The Fireblade (2005)
- Tiurida (2011)
- Asa (2013)